# Schlotheimia conica
Schlotheimia conica är en bladmossart som beskrevs av Ferdinand François Gabriel Renauld och Cardot in Renauld 1891. Schlotheimia conica ingår i släktet Schlotheimia och familjen Orthotrichaceae. Inga underarter finns listade i Catalogue of Life.